# Schrijn van het Boek
De Schrijn van het Boek (Engels: Shrine of the Book; Hebreeuws היכל הספר Heikhal HaSefer), een vleugel van het Israel Museum in Jeruzalem, herbergt de Dode Zee-rollen. De Dode Zeerollen zijn tussen 1947 en 1956 ontdekt in en rond de ruïnes van Qumran.

## Geschiedenis
Aanvankelijk maakte men plannen om de schrijn te bouwen op de Givat Ram campus van de Hebreeuwse Universiteit van Jeruzalem, naast de Nationale Bibliotheek.
Zeven jaar lang waren er uitvoerige plannen gemaakt, voordat het gebouw in 1965 gebouwd kon worden. De familie van David Samuel Gottesman, een Hongaarse emigrant en weldoener, had de rollen aangeschaft en aan de staat Israël ten geschenke gegeven. De architecten waren de Joodse Amerikanen Armand Phillip Bartos (1910–2005), Frederick John Kiesler (1890–1965) en Gezer Heller. Aanvankelijk was er protest van Israëlische architecten tegen dit buitenlandse team, waarvan de leden eerder gekozen leken te zijn vanwege hun banden met Gottesman dan op grond van hun ervaring.

## Symboliek
De schrijn is een witte  koepel en is het dak van een gebouw dat zich voor twee derde onder de grond bevindt en dat weerspiegelt in een waterpartij die eromheen is aangelegd. Een zwarte basalten muur staat met deze koepel in verbinding.
De kleuren van het gebouw beelden de rol van de  Oorlog van de zonen des lichts tegen de zonen der duisternis uit.
De koepel beeldt de vorm uit van het kruikdeksel van de kruiken waarin de Dode Zee-rollen werden aangetroffen; de fonteinen herinneren aan de rituele wassingen.

## Tentoonstelling
Vanwege de kwetsbaarheid van de rollen worden ze niet allemaal permanent tentoongesteld. Er is een rotatieschema; als een rol drie tot zes maanden is getoond, wordt ze tijdelijk in een speciale opslagruimte ondergebracht.
In het middelpunt van de koepel bevindt zich een facsimile van de monumentale Jesajarol.
In het museum bevinden zich nog andere oude Bijbelse handschriften, zoals de belangrijke Codex Aleppo.

## Galerij

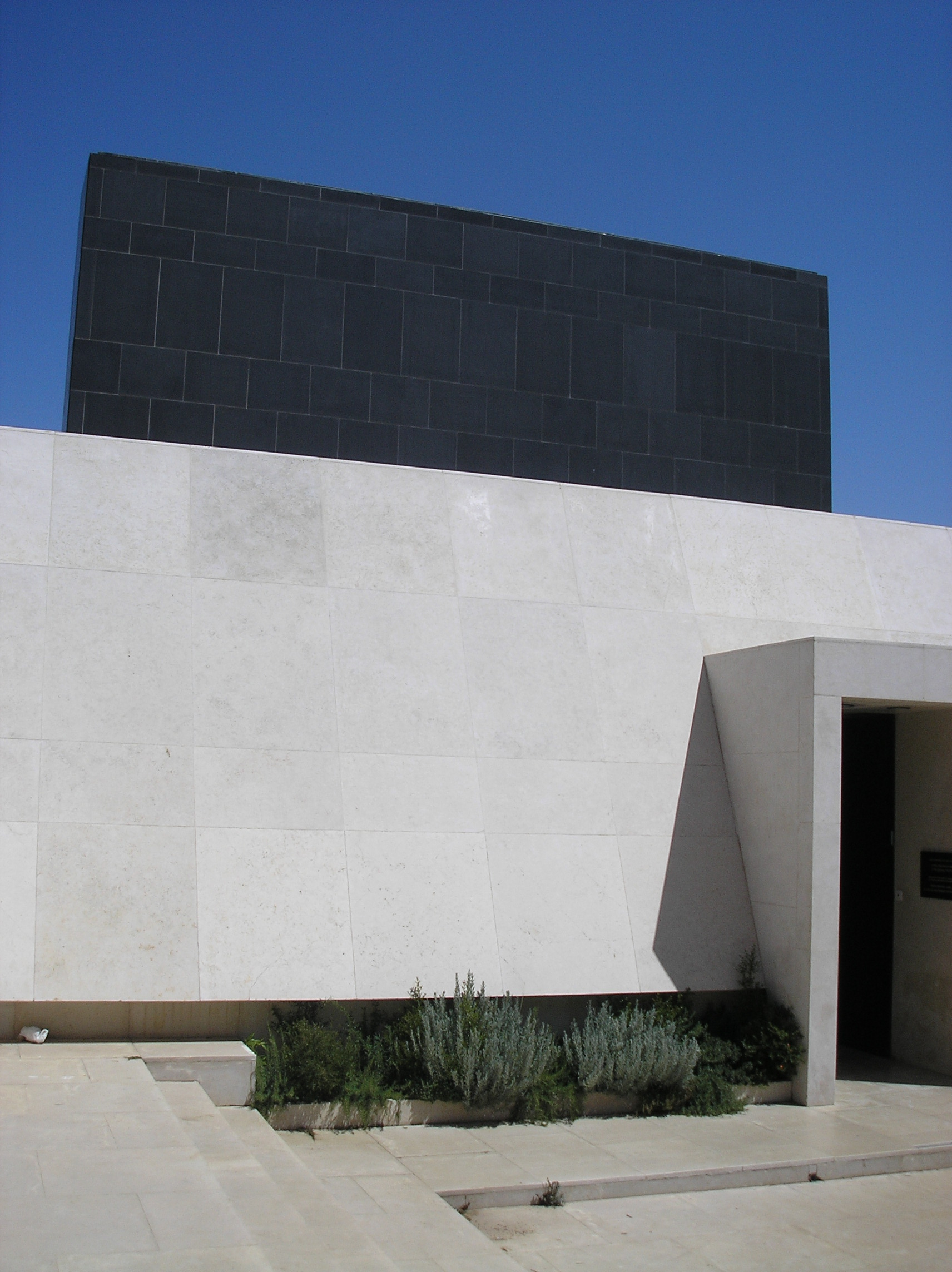
Ingang naar de Schrijn van het Boek
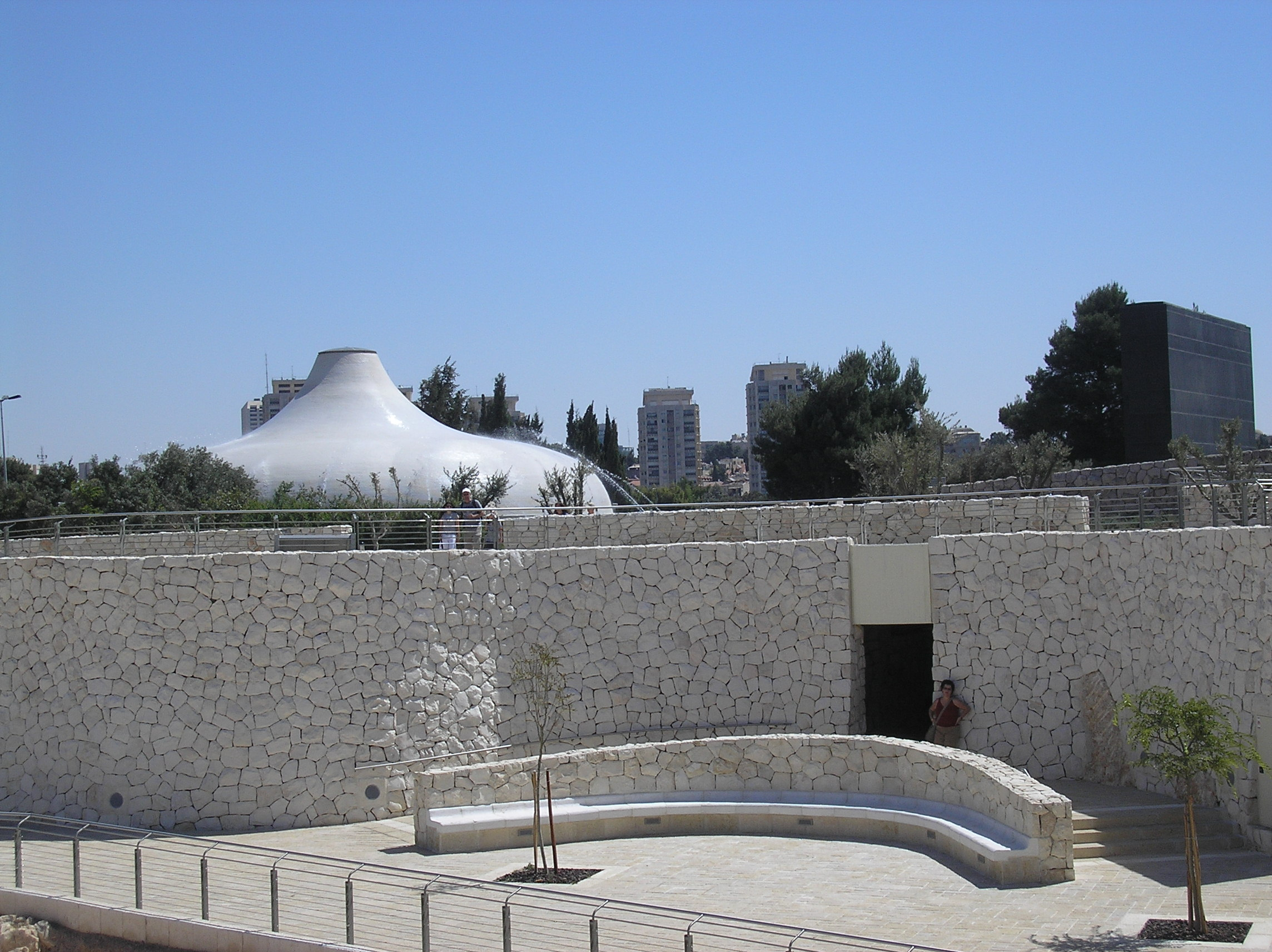
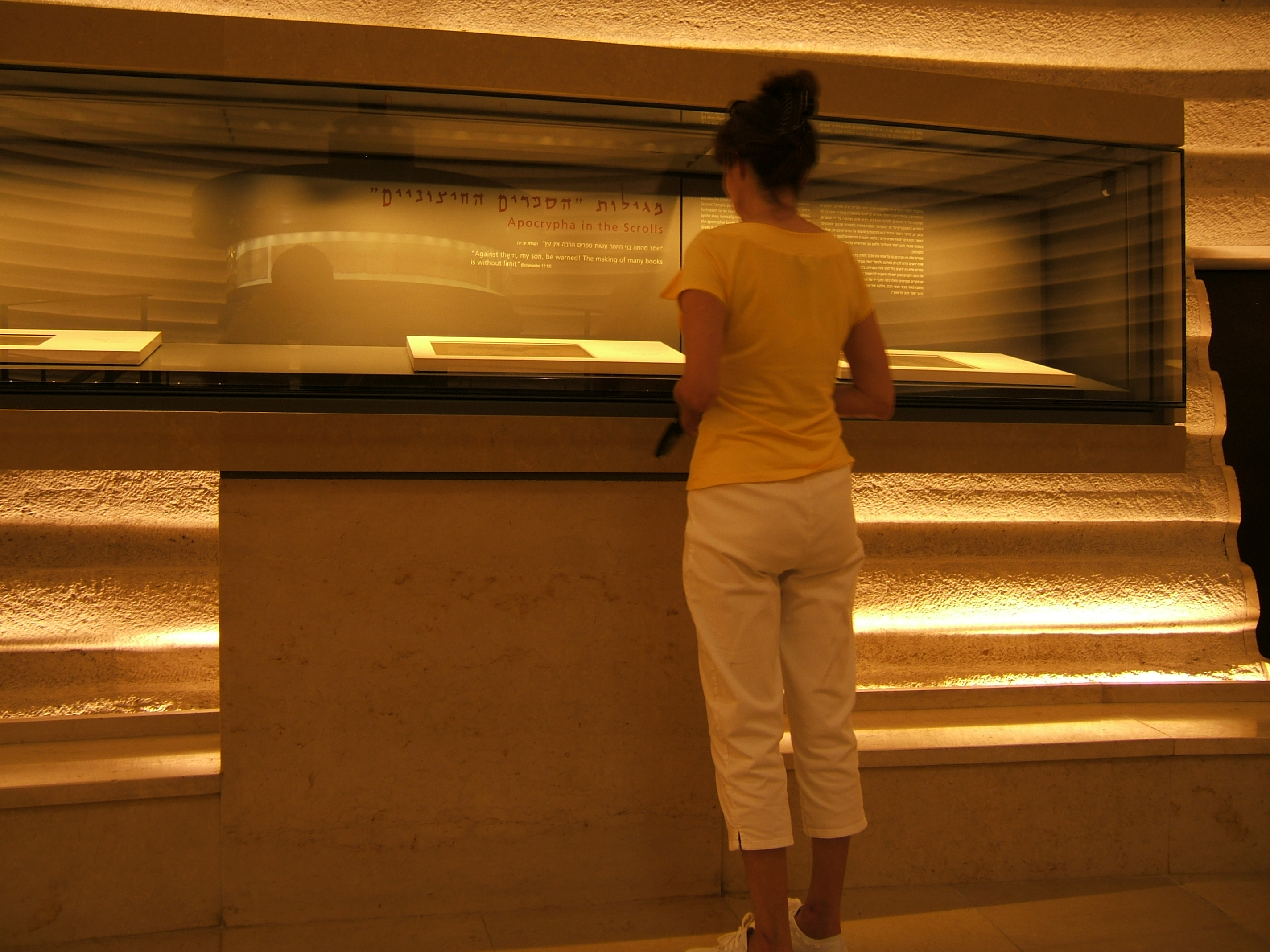